# Superstition Mountains

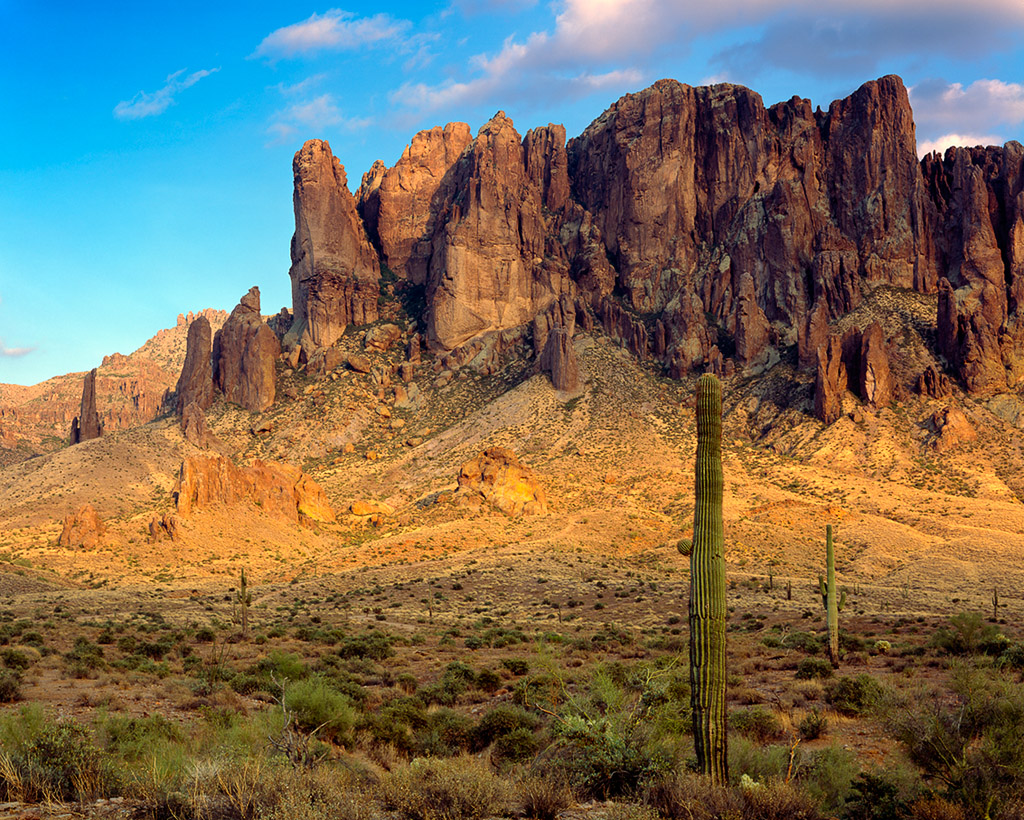
De Flat Iron-bergtop

De Superstition Mountains vormen een bergketen in de Amerikaans staat Arizona ten oosten van de hoofdstad Phoenix. De belangrijkste berg is Superstition Mountain. Een ander bekend punt is Weavers Needle, die vaak beklommen wordt.
De bergketen ligt in de Superstition Wilderness, een federaal beschermd National Wilderness, wat op zijn beurt volledig ligt binnen het Tonto National Forest.

## Legenden
De Apache-indianen geloven dat er in de Superstition Mountains een gat is dat naar de onderwereld leidt. 
De Lost Dutchman's Gold Mine is een legende over een 'vermiste' goudmijn. Waarschijnlijk ligt hij in de Superstition Mountains. De Duitser Jacob Waltz zou hem in de 19e eeuw hebben ontdekt. De Dutchman overleed in 1891 en tot op de huidige dag zoeken goudzoekers vergeefs naar zijn mijn.

## Golfclub
Jack Nicklaus heeft in Gold Canyon twee golfbanen ontworpen voor de Superstition Mountain Golf & Country Club: de Prospector Course en de Lost Gold Course, beide met 18 holes. Hier worden de LPGA Safeway International, The Countrywide Tradition en de Senior Slam gespeeld.

## Fotogalerij

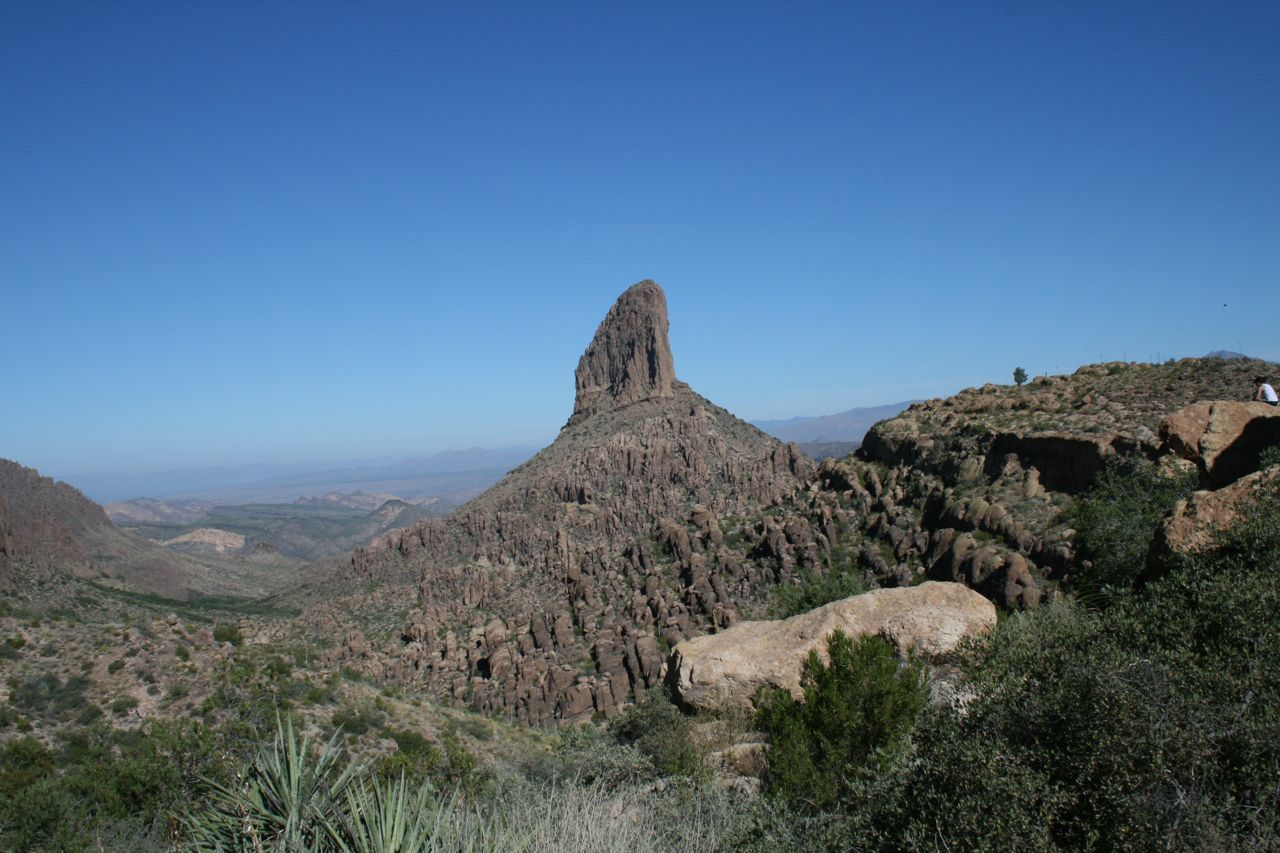
Weaver's Needle
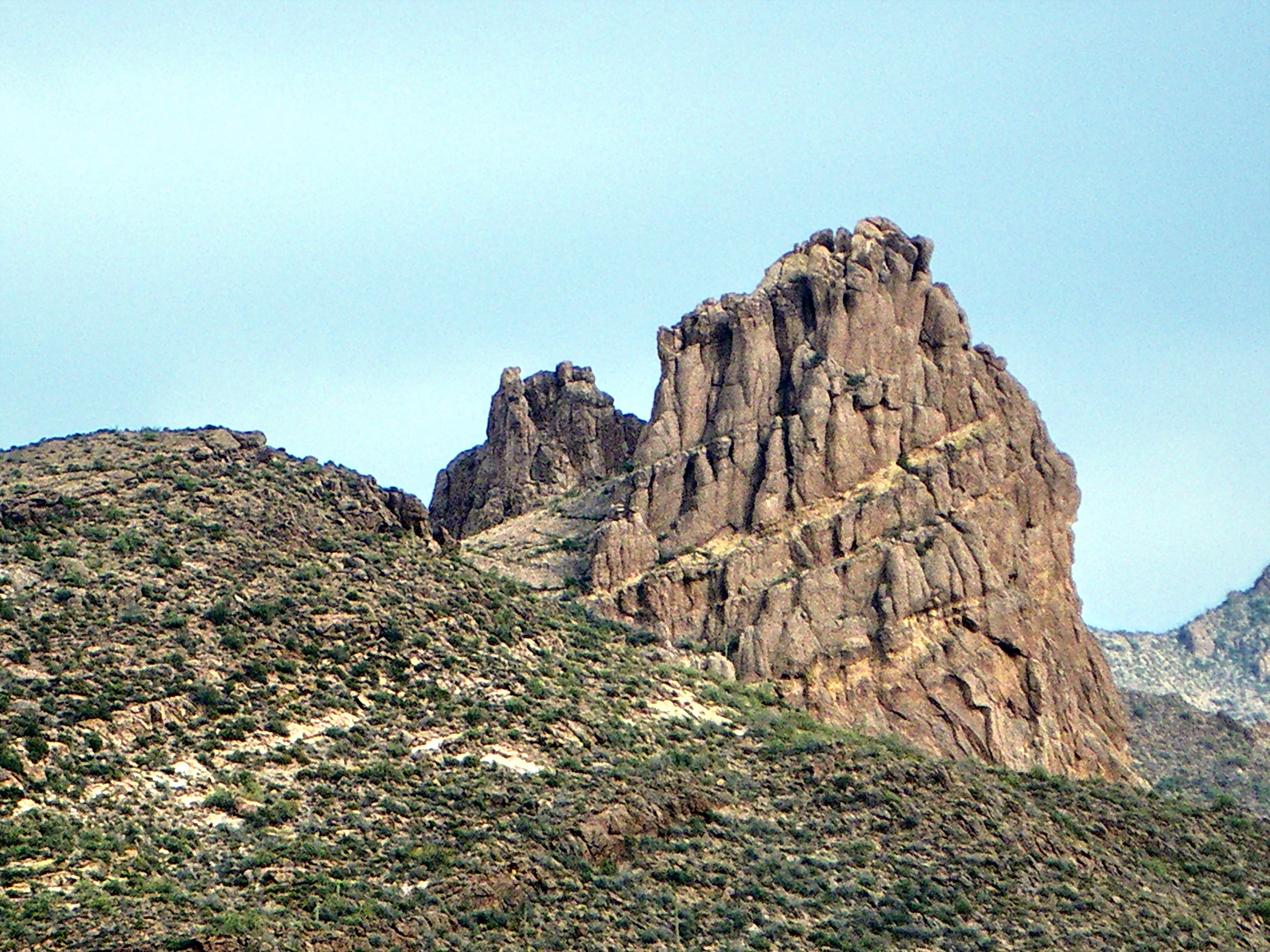
Miner's Needle
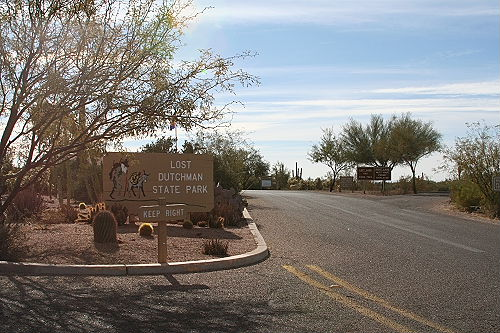
Ingang van het Lost Dutchman State Park